# Gai Lusi
Gai Lusi (en llatí Caius Lusius) era un militar romà, nebot de Gai Mari.
Era tribú dels soldats o tribú militar durant la guerra dels romans contra els cimbres (111-106 aC). Va morir a mans del seu camarada Treboni contra qui va intentar alguna cosa. Poc després Gai Mari va absoldre Treboni.